# Список росіян, полеглих за Україну
Росіяни, які полягли за Україну під час російсько-української війни з 2014 року.

## Війна на сході України (з 2014)
| п/п | Ім'я                           | Місце смерті            | Військове формування                     | Час            | Причина |
| --- | ------------------------------ | ----------------------- | ---------------------------------------- | -------------- | --- |
| 1   | Ящук Павло Володимирович.      | Луганська область       | 24-й окремий штурмовий батальйон «Айдар» | 21 липня 2014  | Загинув у бою |
| 2.  | Грек Андрій Анатолійович       | Мар'їнка                | полк «Азов»                              | 4 серпня 2014  | Загинув у бою |
| 3.  | Гейнц Кирило Іванович          | Павлопіль               | рота поліції «Свята Марія»               | 10 лютого 2015 | Загинув у бою |
| 4.  | Русаков Борис                  | Широкине                | полк «Азов»                              | 30 червня 2015 | 21 червня, під час обстрілу російсько-терористичними збройними формуваннями села Широкине (Донецька область), прикриваючи бійців, отримав осколкові поранення від 120-міліметрового снаряда. Від тяжких поранень помер у лікарні |
| 5.  | Соломкін Віталій Олександрович | поблизу м. Світлодарськ | 54-та окрема механізована бригада        | 11 грудня 2016 | Загинув у бою |

## Російське вторгнення в Україну (з лютого 2022)
| п/п | Ім'я                       | Місце смерті                       | Військове формування                 | Час               | Причина |
| --- | -------------------------- | ---------------------------------- | ------------------------------------ | ----------------- | --- |
| 1.  | Бутусін Леонід Олегович    | с. Лукашівка (Чернігівський район) | 58 ОМПБр                             | 09 березня 2022   | Загинув у бою |
| 2.  | Бутусін Роман Олегович     | с. Лукашівка (Чернігівський район) | 58 ОМПБр                             | 09 березня 2022   | Загинув у бою |
| 3.  | Помогайба Дмитро           | Запорізька область                 | Ротно Тактична Група «Степові Вовки» | 11 серпня 2022    | Загинув в окопі внаслідок танкового обстрілу.                                                                               |
| 4.  | Петровичев Сергій          | поблизу м. Ізюм                    | добровольчий батальйон «ОУН»         | 6 вересня 2022    | Загинув у бою |
| 5.  | Сімонова Ольга Сергіївна   | Херсонська область                 | 24 ОМБр                              | 13 вересня 2022   | Загинула в результаті підриву машини на вибуховому пристрої                                                                 |
| 6.  | «Абдулла»                  | Піски                              | Підрозділ Санти                      | 20 жовтня 2022    | Загинув у бою |
| 7.  | Михайло (Позивний Алтай)   |                                    | Російський добровольчий корпус       | 30 грудня 2022    | Загинув від численних осколкових поранень прикриваючи свою групу при відході у ролі замикаючого під час виходу в тил ворога |
| 8.  | Данський Іван Миколайович  | поблизу м. Майорськ                |                                      | 9 січня 2023      | Загинув у бою |
| 9.  | Петров Дмитро Дмитрович    | Бахмут                             | 95 ОДШБр                             | 19 квітня 2023    | Загинув у бою |
| 10. | Дмитро «Стрем»             | Бахмут                             | Російський добровольчий корпус       | 27 квітня 2023    | Загинув у бою |
| 11. | Мазник Данило              | Бєлгородська область               | Російський добровольчий корпус       | 9 червня 2023     | Загинув у бою |
| 12. | Грицененко Дмитро          |                                    |                                      | 21 листопада 2023 | Загинув у бою |
| 13. | «Батя»                     | Харківська область                 | Легіон «Свобода Росії»               | 4 січня 2024      | Помер природньою смертю |
| 14. | Іван «Сотник»              | Сумська область                    | Легіон «Свобода Росії»               | 20 січня 2024     | Загинув у бою |
| 15. | Дані Тамам Акель «Апостол» | Курська область                    | Легіон «Свобода Росії»               | 21 березня 2024   | Загинув у бою |
| 16. | «Чич»                      | Курська область                    | Легіон «Свобода Росії»               | 4 квітня 2024     | Загинув у бою |
| 17. | «Фартовий»                 | Харківська область                 | Легіон «Свобода Росії»               | 5 жовтня 2024     | Загинув у бою |
| 18. | Ільдар Дадін «Ганді»       | Харківська область                 | Легіон «Свобода Росії»               | 5 жовтня 2024     | Загинув у бою |
| 19. | «Леший»                    | Харківська область                 | Легіон «Свобода Росії»               | 5 жовтня 2024     | Загинув у бою |
| 20. | «Сандро»                   | Запорізька область                 | Легіон «Свобода Росії»               | 16 грудня 2024    | Загинув у бою |